# 太陽の下の18才
『太陽の下の18才』（たいようのしたの18さい、Diciottenni al sole）は、1963年に公開されたイタリア映画である。映画関係のデータベースなどでは『太陽の下の18歳』という表記がなされている例もある。

## 概要
カトリーヌ・スパーク主演、音楽担当がエンニオ・モリコーネの恋愛コメディ映画である。スパークはこの映画がきっかけで人気女優となり、『女性上位時代』などに出演した。『太陽の下の18才』は『ビーチ・パーティ』を思わせる青春コメディーだが、『ビーチ』のようにシリーズ化はされなかった。

## スタッフ
- 監督：カミロ・マストロチンクェ
- 脚本：カステラーノ＝ピポロ
- 撮影：リカルド・パロッティーニ
- 音楽：エンニオ・モリコーネ

## キャスト
- カトリーヌ・スパーク
- ジャンニ・ガルコ
- ルイサ・マッティオリ
- スピロス・フォーカス

## 音楽
音楽はエンニオ・モリコーネが手がけ、「ゴーカート・ツイスト」は、モリコーネがマカロニ・ウエスタンを手がける以前の初期の隠れた傑作となった。
ジミー・フォンタナが歌った主題歌「Twist No.9」は、日本盤シングルでは「太陽の下の18才」と題され、そのB面にはジャンニ・モランディが歌った「Go-Kart Twist」が「サンライト・ツイスト」として収められた。ジャンニ・モランディ版には、日本語カバー盤が各社競作で制作されたが、その邦題は「サンライト・ツイスト」（伊藤アイコ）、「恋のゴーカート」（青山ミチ）、木の実ナナ「太陽の下の18才」と別れた。そのため、単に「太陽の下の18才」といった場合には、「Twist No.9」を指しているのか「Go-Kart Twist」を指しているのかが判然としない状態になっている。1973年には小山ルミが「恋のサンライト・ツイスト」として、久々にこの曲をカバーしている。